# Ciba (socken)
Ciba (kinesiska: 慈坝乡, 糍粑) är en socken i Kina. Den ligger i provinsen Sichuan, i den sydvästra delen av landet, omkring 180 kilometer nordväst om provinshuvudstaden Chengdu. Antalet invånare är 988. Befolkningen består av 485 kvinnor och 503 män. Barn under 15 år utgör 23,0 %, vuxna 15-64 år 67 %, och äldre över 65 år 8,0 %.
Genomsnittlig årsnederbörd är 1 074 millimeter. Den regnigaste månaden är juli, med i genomsnitt 212 mm nederbörd, och den torraste är december, med 7 mm nederbörd.